# Pouilly-sur-Serre
Pour les articles homonymes, voir Pouilly.
Pouilly-sur-Serre est une commune française située dans le département de l'Aisne, en région Hauts-de-France.

## Géographie
- 1Carte dynamique
- 2Carte OpenStreetMap
- 3Carte topographique
- 4Carte avec les communes environnantes

Située à 3 km de Crécy-sur-Serre et à 13 km de Laon, Pouilly-sur-Serre est traversée par la Serre.
Pouilly se situe au milieu de vastes plaines agricoles déclinant les couleurs de la culture des légumes et des céréales.

### Localisation

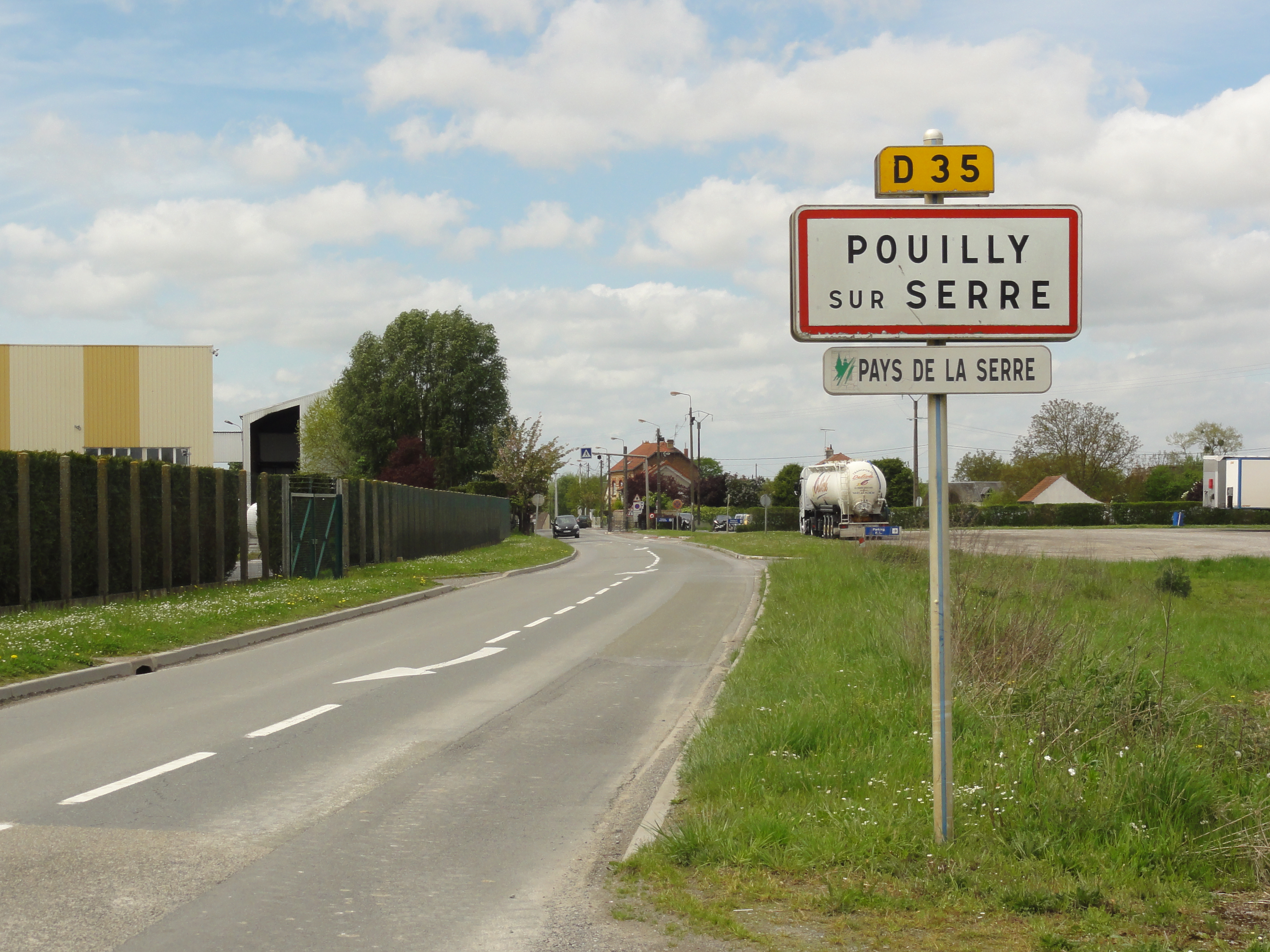
Entrée de Pouilly.
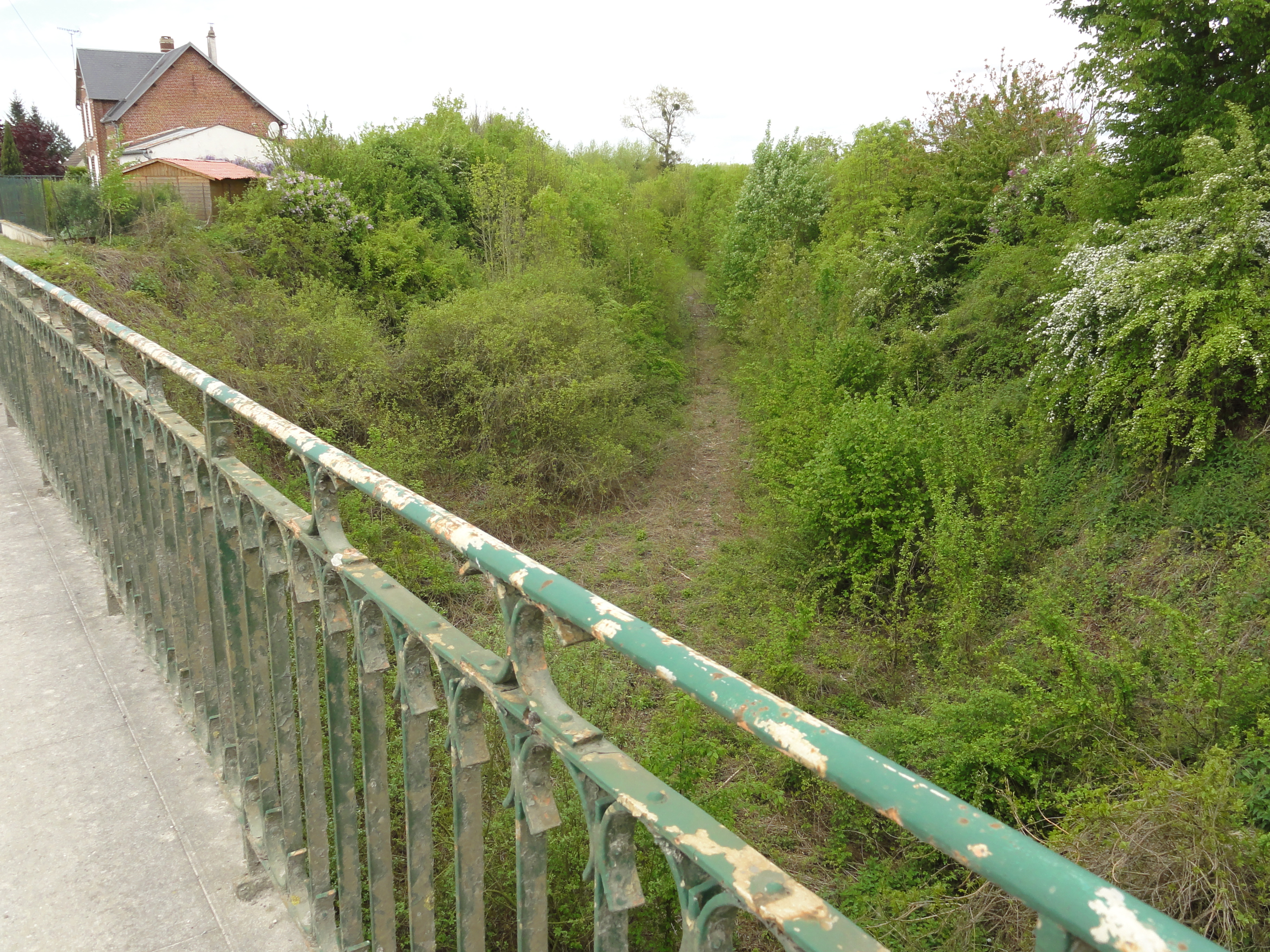
Le chemin de fer désaffecté.

### Hydrographie
La commune est située dans le bassin Seine-Normandie. Elle est drainée par la Serre, le Rucher, divers bras de la Serre et un autre petit cours d'eau,.
La Serre, d'une longueur de 96 km, prend sa source dans la commune de La Férée, à 265 m d'altitude, et se jette  dans l'Oise (rive gauche) à Danizy, à 52 m d'altitude, après avoir traversé 39 communes. Les caractéristiques hydrologiques du la Serre sont données par la station hydrologique située sur la commune de Nouvion-et-Catillon. Le débit moyen mensuel est de 13,2 m3/s. Le débit moyen journalier maximum est de 88,3 m3/s, atteint lors de la crue du 23 décembre 1993. Le débit instantané maximal est quant à lui de 96,4 m3/s, atteint le même jour.
Le Rucher, d'une longueur de 16 km, prend sa source dans la commune de Crépy et se jette  dans la Serre à Assis-sur-Serre, après avoir traversé cinq communes.

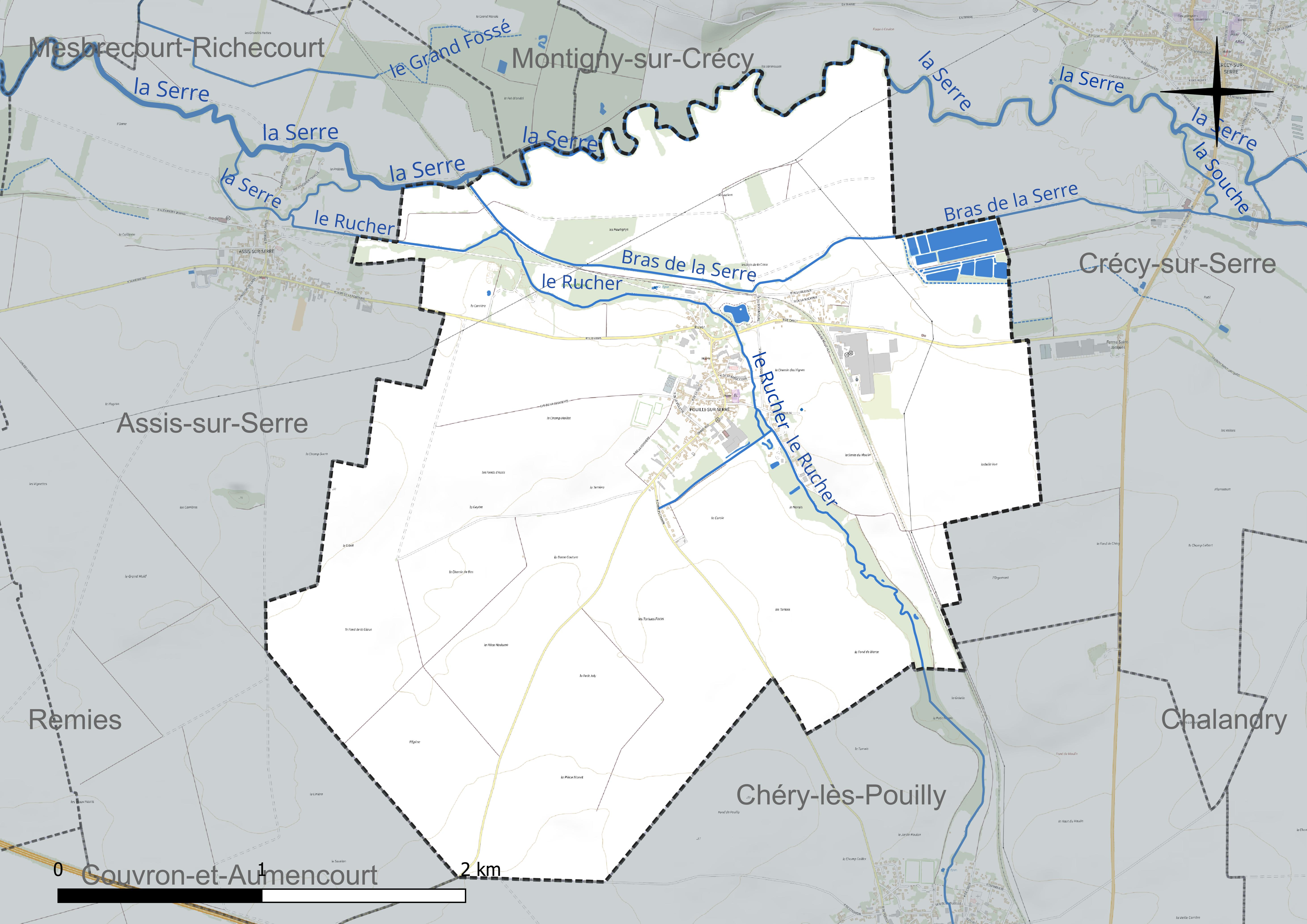
Réseau hydrographique de Pouilly-sur-Serre.

Trois plans d'eau complètent le réseau hydrographique : le plan d'eau 1 de la commune de Pouilly-sur-Serre (1 ha), le plan d'eau 2 de la commune de Pouilly-sur-Serre (1,7 ha) et le plan d'eau 3 de la commune de Pouilly-sur-Serre (5,8 ha),.

### Climat
Pour des articles plus généraux, voir Climat des Hauts-de-France et Climat de l'Aisne.
En 2010, le climat de la commune est de type climat océanique dégradé des plaines du Centre et du Nord, selon une étude du CNRS s'appuyant sur une série de données couvrant la période 1971-2000. En 2020, Météo-France publie une typologie des climats de la France métropolitaine dans laquelle la commune est exposée à un climat océanique altéré et est dans la région climatique Nord-est du bassin Parisien, caractérisée par un ensoleillement médiocre, une pluviométrie moyenne régulièrement répartie au cours de l'année et un hiver froid (3 °C).
Pour la période 1971-2000, la température annuelle moyenne est de 10,4 °C, avec une amplitude thermique annuelle de 15,3 °C. Le cumul annuel moyen de précipitations est de 696 mm, avec 11,5 jours de précipitations en janvier et 8,7 jours en juillet. Pour la période 1991-2020, la température moyenne annuelle observée sur la station météorologique la plus proche, située sur la commune d'Aulnois-sous-Laon à 8 km à vol d'oiseau, est de 11,0 °C et le cumul annuel moyen de précipitations est de 685,6 mm,. Pour l'avenir, les paramètres climatiques de la commune estimés pour 2050 selon différents scénarios d'émission de gaz à effet de serre sont consultables sur un site dédié publié par Météo-France en novembre 2022.

## Urbanisme

### Typologie
Au 1er janvier 2024, Pouilly-sur-Serre est catégorisée commune rurale à habitat dispersé, selon la nouvelle grille communale de densité à 7 niveaux définie par l'Insee en 2022.
Elle est située hors unité urbaine. Par ailleurs la commune fait partie de l'aire d'attraction de Laon, dont elle est une commune de la couronne,. Cette aire, qui regroupe 106 communes, est catégorisée dans les aires de 50 000 à moins de 200 000 habitants,.

### Occupation des sols
L'occupation des sols de la commune, telle qu'elle ressort de la base de données européenne d'occupation biophysique des sols Corine Land Cover (CLC), est marquée par l'importance des territoires agricoles (90,4 % en 2018), en augmentation par rapport à 1990 (87,5 %). La répartition détaillée en 2018 est la suivante : 
terres arables (85 %), zones urbanisées (7,2 %), zones agricoles hétérogènes (2,9 %), prairies (2,5 %), forêts (2,4 %).
L'évolution de l'occupation des sols de la commune et de ses infrastructures peut être observée sur les différentes représentations cartographiques du territoire : la carte de Cassini (XVIIIe siècle), la carte d'état-major (1820-1866) et les cartes ou photos aériennes de l'IGN pour la période actuelle (1950 à aujourd'hui).

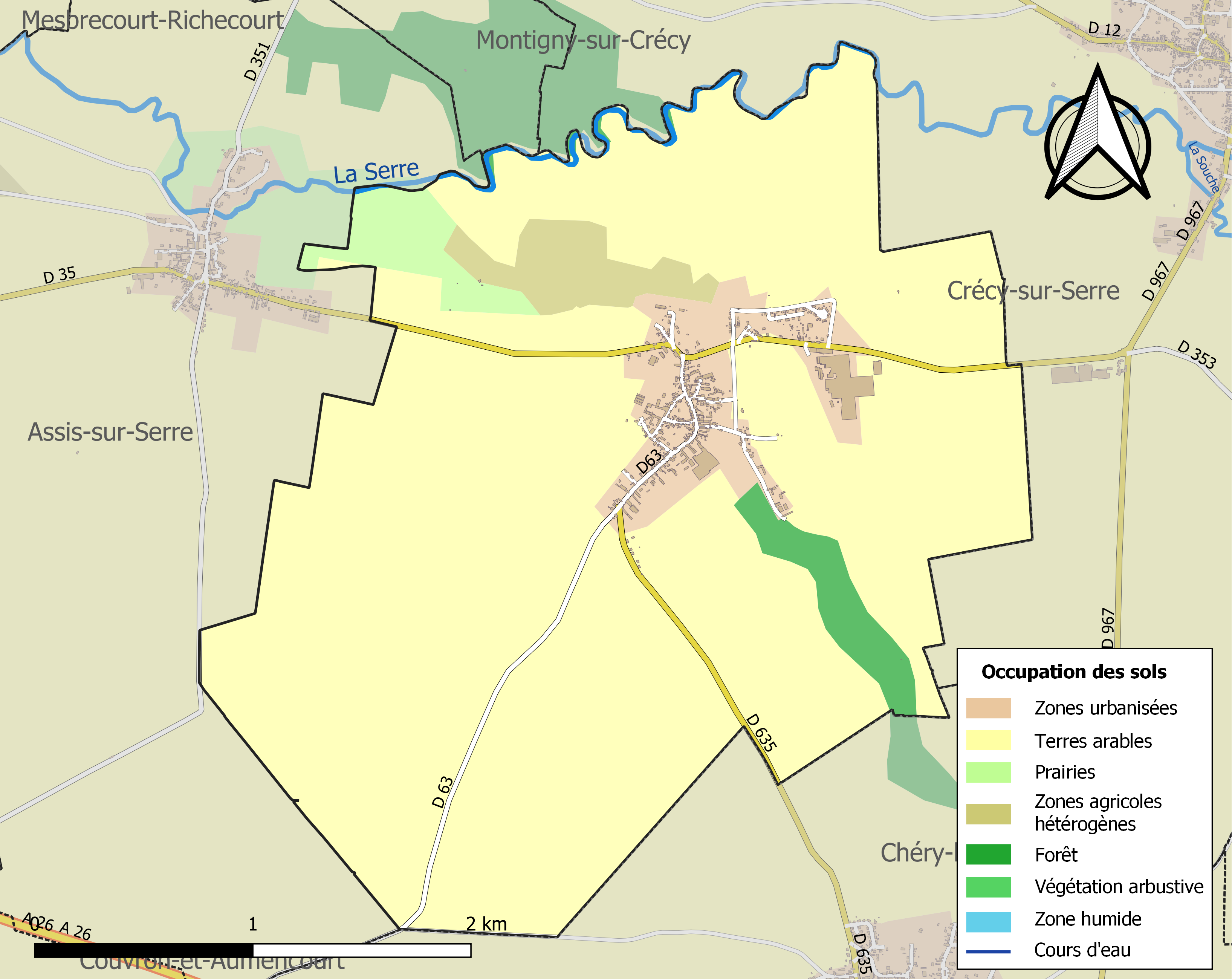
Carte de l'occupation des sols de la commune en 2018 (CLC).

### Habitat et logement
En 2018, le nombre total de logements dans la commune était de 226, alors qu'il était de 212 en 2013 et de 209 en 2008.
Parmi ces logements, 89,3 % étaient des résidences principales, 0 % des résidences secondaires et 10,7 % des logements vacants. Ces logements étaient pour 98,7 % d'entre eux des maisons individuelles et pour 1,3 % des appartements.
Le tableau ci-dessous présente la typologie des logements à Pouilly-sur-Serre en 2018 en comparaison avec celle de l'Aisne et de la France entière. Une caractéristique marquante du parc de logements est ainsi une proportion de résidences secondaires et logements occasionnels (0 %) inférieure à celle du département (3,5 %) mais supérieure à celle de la France entière (9,7 %). Concernant le statut d'occupation de ces logements, 74,5 % des habitants de la commune sont propriétaires de leur logement (74,4 % en 2013), contre 61,6 % pour l'Aisne et 57,5 pour la France entière.
| Typologie                                               | Pouilly-sur-Serre | Aisne | France entière |
| ------------------------------------------------------- | ----------------- | ----- | -------------- |
| Résidences principales (en %)                           | 89,3              | 86,7  | 82,1           |
| Résidences secondaires et logements occasionnels (en %) | 0                 | 3,5   | 9,7            |
| Logements vacants (en %)                                | 10,7              | 9,8   | 8,2            |

## Toponymie
Le nom de la localité est attesté sous les formes Pauliacum (IXe siècle) ; Poilliacum (1065) ; Puillerum (1138) ; Poeli (1138) ; Poliacum (1158) ; Poilli (1210) ; Poielli (1218) ; Poeilli (1221) ; Pooilliacum, Poolli-Castrum, Poelli (1221) ; Pooli (1231) ; Pooilli (1250) ; Poillacum (1261) ; Pooylli (1326) ; Poly (1338) ; Pooilly (1340) ; Poilly (1389) ; Poelly (1394) ; Pouoilly (1417) ; Pooly (1417) ; Polly (1420) ; Poully-en-Lannois (1498) ; Poylly (1506) ; Poily (1596) ; Poully (1602) ; Poilly-sur-Serre (1604) ; Paroisse de Saint-Médard-de-Poilly (1674).

En 1883, Pouilly prend le nom de Pouilly-sur-Serre.

Le toponyme « Pouilly » ferait référence à l'une des tribus rustiques de Rome Pollia à laquelle les enfants de légionnaires, nés dans les provinces de l'Empire, appartenaient par le droit du sol.
La Serre est une rivière française, affluent de la rive gauche de l'Oise, donc sous-affluent de la Seine. Elle coule dans les départements des Ardennes et de l'Aisne, dans les anciennes régions Picardie et Champagne-Ardenne, donc dans les nouvelles régions Hauts-de-France et Grand-Est.

Le nom Serre est issu d'un mot celtique pour plusieurs toponymistes comme Albert Dauzat, Ernest Nègre, Charles Rostaing. Le nom vient d'une variante féminine d'un radical pré-celtique ser signifiant « couler, mouvoir rapidement et violemment »,. Une racine indo-européenne *ser- de même signification a été conjecturée,. On retrouve une origine étymologique similaire avec la Sarre et la Sère.

## Histoire
Le village est donné par Clovis à saint Remi qui lui-même en fait don à l'église de Laon.
En janvier 1251, frère Guy de Bazainville, commandeur des maisons du Temple en France abandonne à l'évêque de Laon en échange d'une rente la maison, le moulin  et les terres (près et bois) que les templiers possédaient sur la Serre et au territoire de Sort.
En 1568, le village fut pillé par les calvinistes.
Pouilly a été le siège d'une léproserie réunie à l'Hôtel-Dieu de Laon.

### Passé ferroviaire de la ville
| Pouilly-sur-Serre |
| Pouilly-sur-Serre |

De 1878 à 1959, Pouilly-sur-Serre a été traversée par la ligne de chemin de fer Dercy-Mortiers à Versigny, qui, venant de la gare de Crécy-sur-Serre, se dirigeait vers Assis-sur-Serre.

La ligne côtoyait celle de Laon au Cateau sur quelques centaines de mètres. La gare de Pouilly-sur-Serre était commune aux deux lignes.

Cette ligne servait aux transports de passagers, de marchandises, de betteraves sucrières, de pierre à chaux.
À partir de 1950, avec l'amélioration des routes et le développement du transport automobile, le trafic ferroviaire a périclité et la ligne a été fermée en 1959. L'ancienne gare, très bien conservée, a été reconvertie en salle des fêtes.

## Politique et administration

### Découpage territorial
La commune de Pouilly-sur-Serre est membre de la communauté de communes du Pays de la Serre, un établissement public de coopération intercommunale (EPCI) à fiscalité propre créé le 17 décembre 1992 dont le siège est à Crécy-sur-Serre. Ce dernier est par ailleurs membre d'autres groupements intercommunaux.
Sur le plan administratif, elle est rattachée à l'arrondissement de Laon, au département de l'Aisne et à la région Hauts-de-France. Sur le plan électoral, elle dépend du  canton de Marle pour l'élection des conseillers départementaux, depuis le redécoupage cantonal de 2014 entré en vigueur en 2015, et de la première circonscription de l'Aisne  pour les élections législatives, depuis le dernier découpage électoral de 2010.

### Administration municipale
| Période                                  | Période                       | Identité             | Étiquette | Qualité       |
| ---------------------------------------- | ----------------------------- | -------------------- | --------- | ------------- |
| Les données manquantes sont à compléter. |                               |                      |           |               |
| 1790                                     | 1792                          | Pierre Vitu          |           |               |
| 1792                                     | 1794                          | Jean-Pierre Luzin    |           |               |
| An VIII                                  | An X                          | Nicolas Bertrand     |           |               |
| An X                                     | An XIII                       | Nicolas Cuquigny     |           |               |
| An XIII                                  | 1806                          | Jean-Pierre Luzin    |           |               |
| 1806                                     | 1808                          | Pierre Vitu          |           |               |
| 1808                                     | 1812                          | Philippe Flamant     |           |               |
| 1812                                     | 1814                          | Jean-Pierre Luzin    |           |               |
| 1814                                     | 1815                          | Hyacinthe Callant    |           |               |
| 1815                                     | 1816                          | Chrysostome Guyart   |           |               |
| 1816                                     | 1821                          | Etienne Pailliart    |           |               |
| 1821                                     | 1829                          | Chrysostome Guyart   |           |               |
| 1829                                     | 1835                          | Louis Luzin          |           |               |
| 1835                                     | 1841                          | Philippe Bertrand    |           |               |
| 1841                                     | 1848                          | Théodore Bertrand    |           |               |
| 1848                                     | 1852                          | Théodore Lemaire     |           |               |
| 1852                                     | 1857                          | Florentin Guyard     |           |               |
| 1857                                     | 1870                          | Louis Vieville       |           |               |
| 1870                                     | 1881                          | Jules Edmond Calland |           |               |
| 1881                                     | 1912                          | Léon Letrillart      |           |               |
| 1912                                     | 1914                          | Abélard Blondelle    |           |               |
| 1914                                     | 1919                          | Gustave Guyard       |           |               |
| 1919                                     | 1923                          | Charles Fraillon     |           |               |
| 1923                                     | 1947                          | Léon Charau          |           |               |
| 1947                                     | 1948                          | Léon Jonneaux        |           |               |
| 1948                                     | 1949                          | Théophile Michel     |           |               |
| 1959                                     | 1971                          | Choain Charles       |           |               |
| 1971                                     | mars 2001                     | Dominique Arnould    |           |               |
| mars 2001                                | juillet 2020                  | Régis Destrez        | DVG       | Fonctionnaire |
| juillet 2020                             | En cours (au 2 décembre 2020) | Maurice Lagneau      |           |               |

Sous l'administration révolutionnaire, Pouilly dépendait du département de l'Aisne, du district de Laon et du canton de Crécy-sur-Serre.[réf. nécessaire]

## Équipements et services publics
L'école accueille les enfants de Pouilly et des villages alentour. Il existe depuis maintenant quelques années une garderie ainsi qu'une cantine[réf. nécessaire]

## Démographie
L'évolution du nombre d'habitants est connue à travers les recensements de la population effectués dans la commune depuis 1793. Pour les communes de moins de 10 000 habitants, une enquête de recensement portant sur toute la population est réalisée tous les cinq ans, les populations de référence des années intermédiaires étant quant à elles estimées par interpolation ou extrapolation. Pour la commune, le premier recensement exhaustif entrant dans le cadre du nouveau dispositif a été réalisé en 2007.

En 2022, la commune comptait 496 habitants, en évolution de −3,31 % par rapport à 2016 (Aisne : −1,97 %, France hors Mayotte : +2,11 %).
| 1793 | 1800 | 1806 | 1821 | 1831 | 1836 | 1841 | 1846 | 1851 |
| ---- | ---- | ---- | ---- | ---- | ---- | ---- | ---- | ---- |
| 560  | 594  | 608  | 644  | 683  | 660  | 680  | 730  | 718  |

| 1856 | 1861 | 1866 | 1872 | 1876 | 1881 | 1886 | 1891 | 1896 |
| ---- | ---- | ---- | ---- | ---- | ---- | ---- | ---- | ---- |
| 707  | 704  | 756  | 767  | 816  | 742  | 733  | 693  | 647  |

| 1901 | 1906 | 1911 | 1921 | 1926 | 1931 | 1936 | 1946 | 1954 |
| ---- | ---- | ---- | ---- | ---- | ---- | ---- | ---- | ---- |
| 631  | 576  | 579  | 453  | 515  | 523  | 485  | 491  | 512  |

| 1962 | 1968 | 1975 | 1982 | 1990 | 1999 | 2006 | 2007 | 2012 |
| ---- | ---- | ---- | ---- | ---- | ---- | ---- | ---- | ---- |
| 540  | 516  | 515  | 508  | 525  | 504  | 533  | 535  | 505  |

| 2017 | 2022 | - | - | - | - | - | - | - |
| ---- | ---- | - | - | - | - | - | - | - |
| 502  | 496  | - | - | - | - | - | - | - |

## Économie

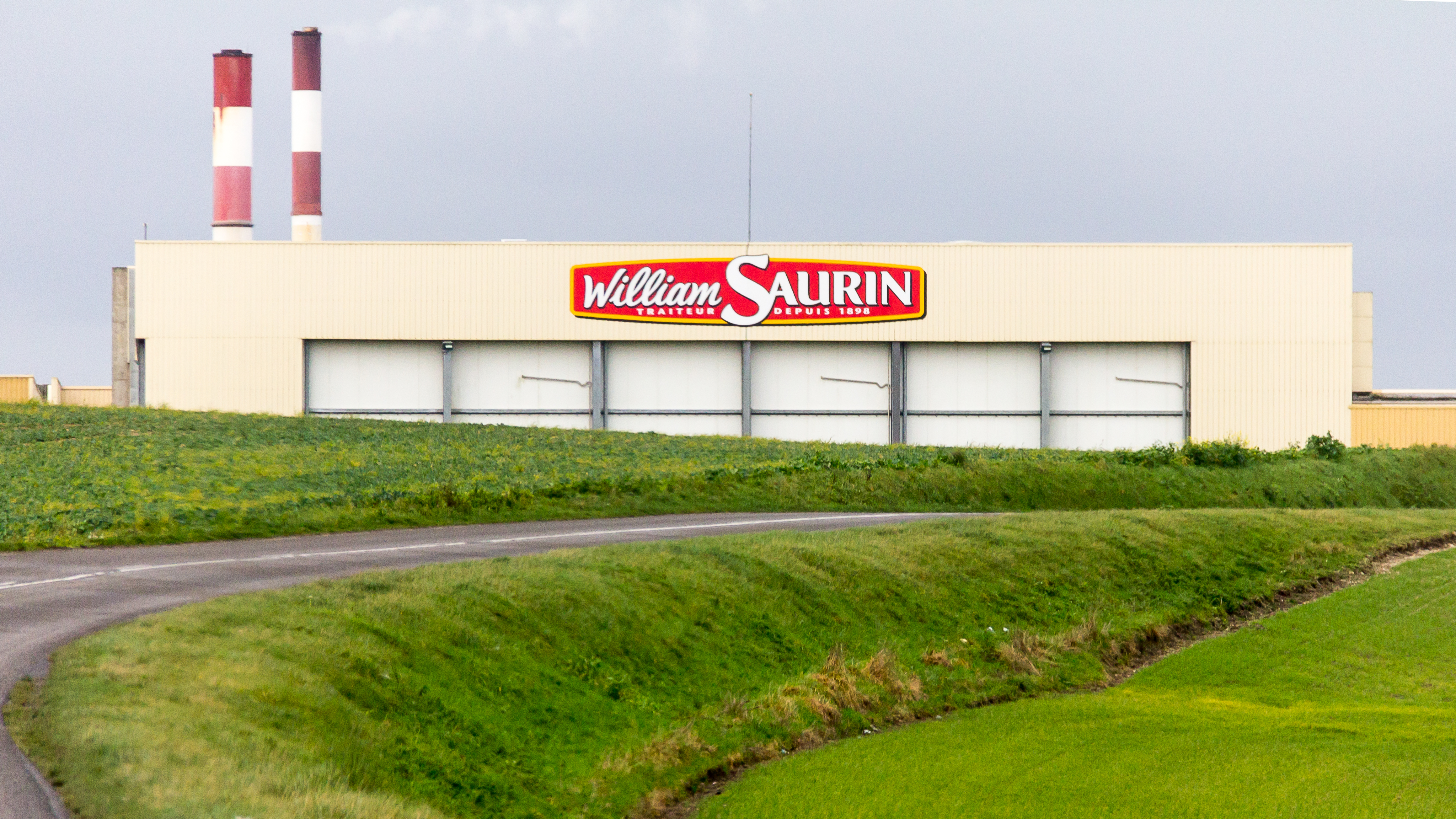
William Saurin.

Pouilly accueille une endiverie ainsi que de nombreuses exploitations agricoles produisant en général des céréales ainsi que de la betterave ou des pommes de terre.
Le site William Saurin emploie 343 personnes. 75 000 tonnes de plats italiens, exotiques et quenelles sont fabriquées chaque année. Ces produits sont de marque Garbit, Petitjean ou Panzani. Le site de Pouilly est le plus important des huit sites français.

## Culture locale et patrimoine

### Lieux et monuments
- L'église Saint-Médard de style gothique.
- Le monument aux morts.
- Le calvaire.
- La Tour à Pouilly-sur-Serre, XIIe siècle. Elle est entourée de murs importants.
- L'ancienne gare, aujourd'hui transformée en salle des fêtes.
- La ferme Saint-Jacques, commune de Crécy-sur-Serre.

.

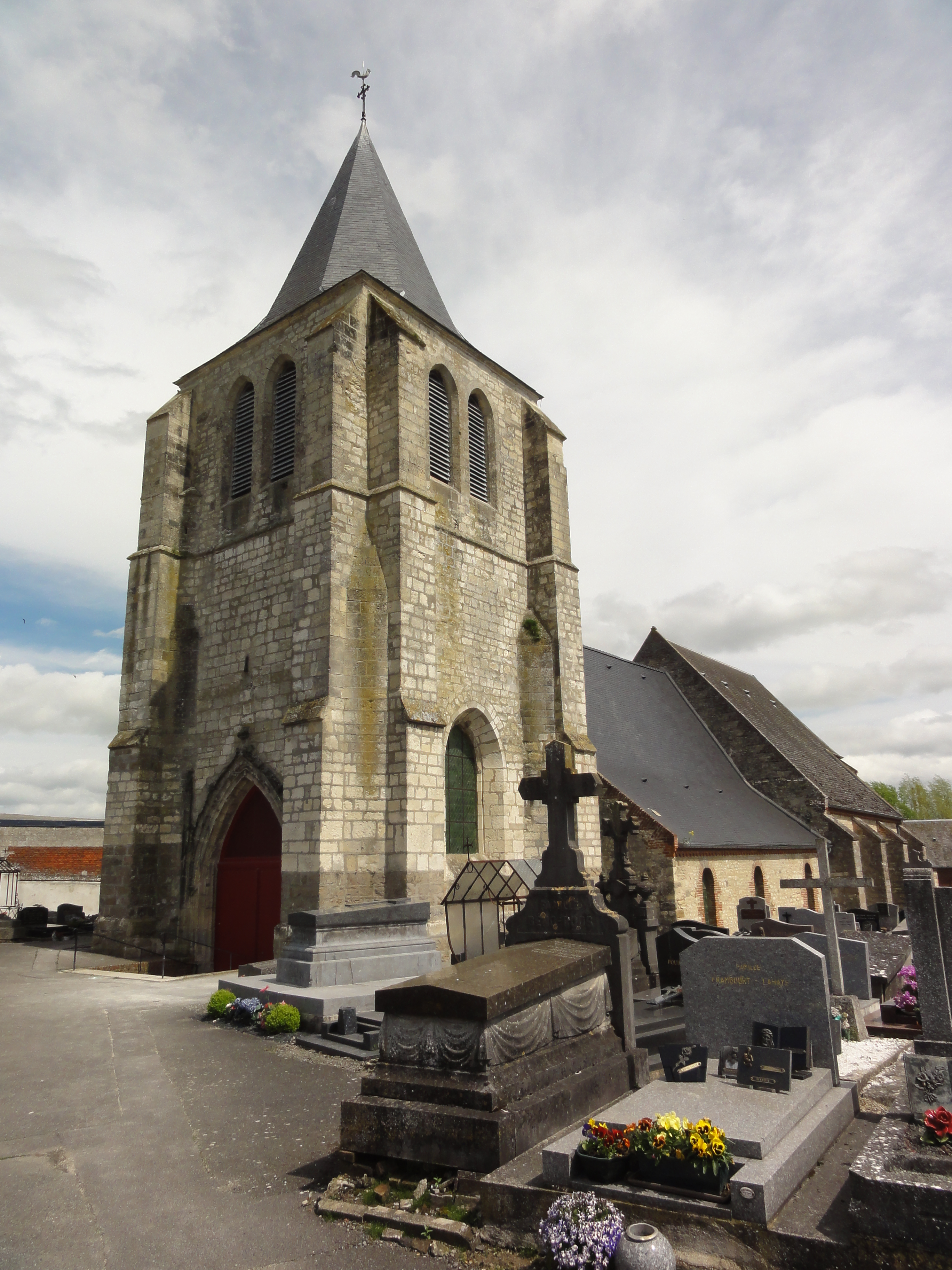
Église Saint-Médard.
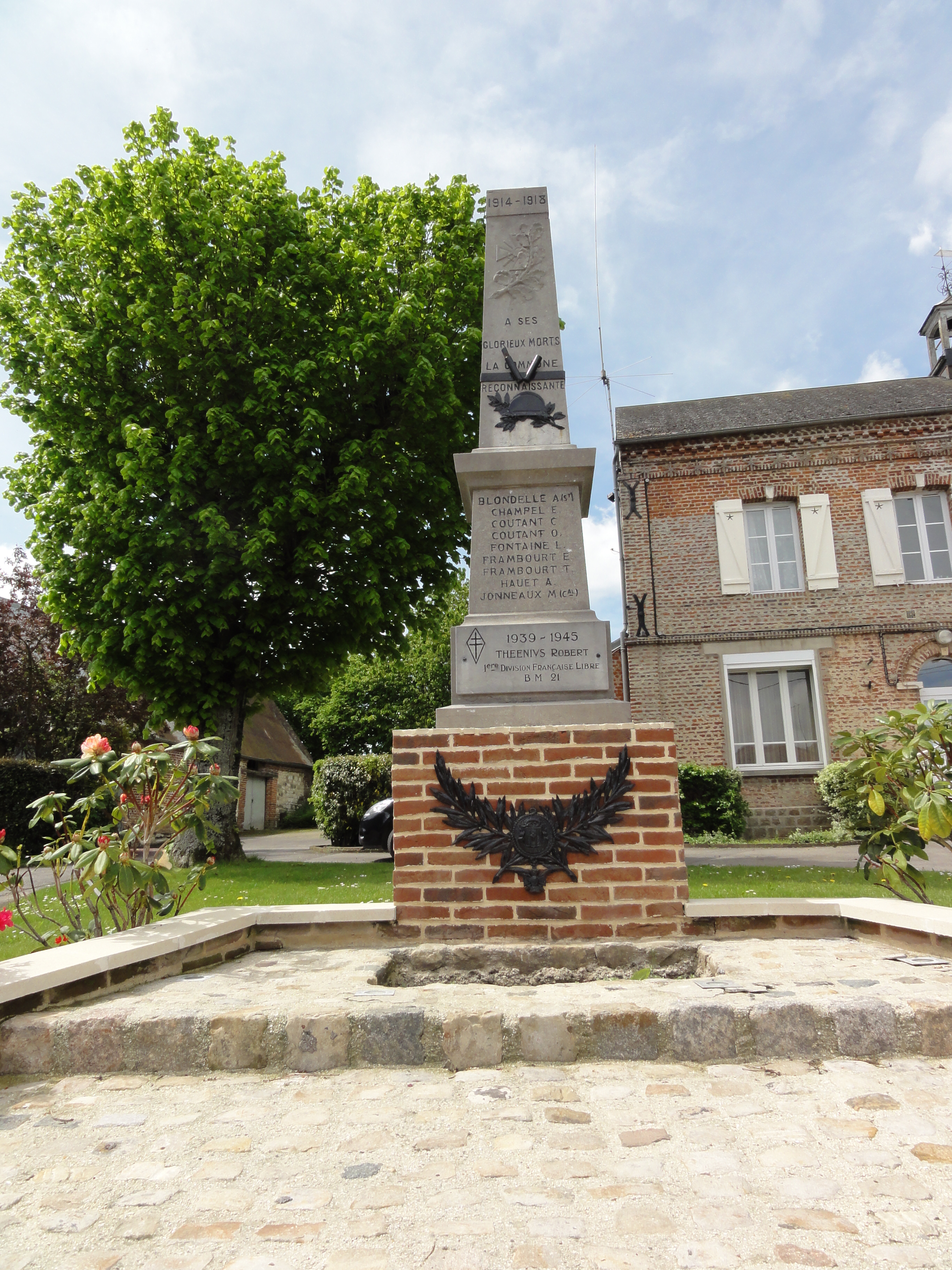
Monument aux morts.
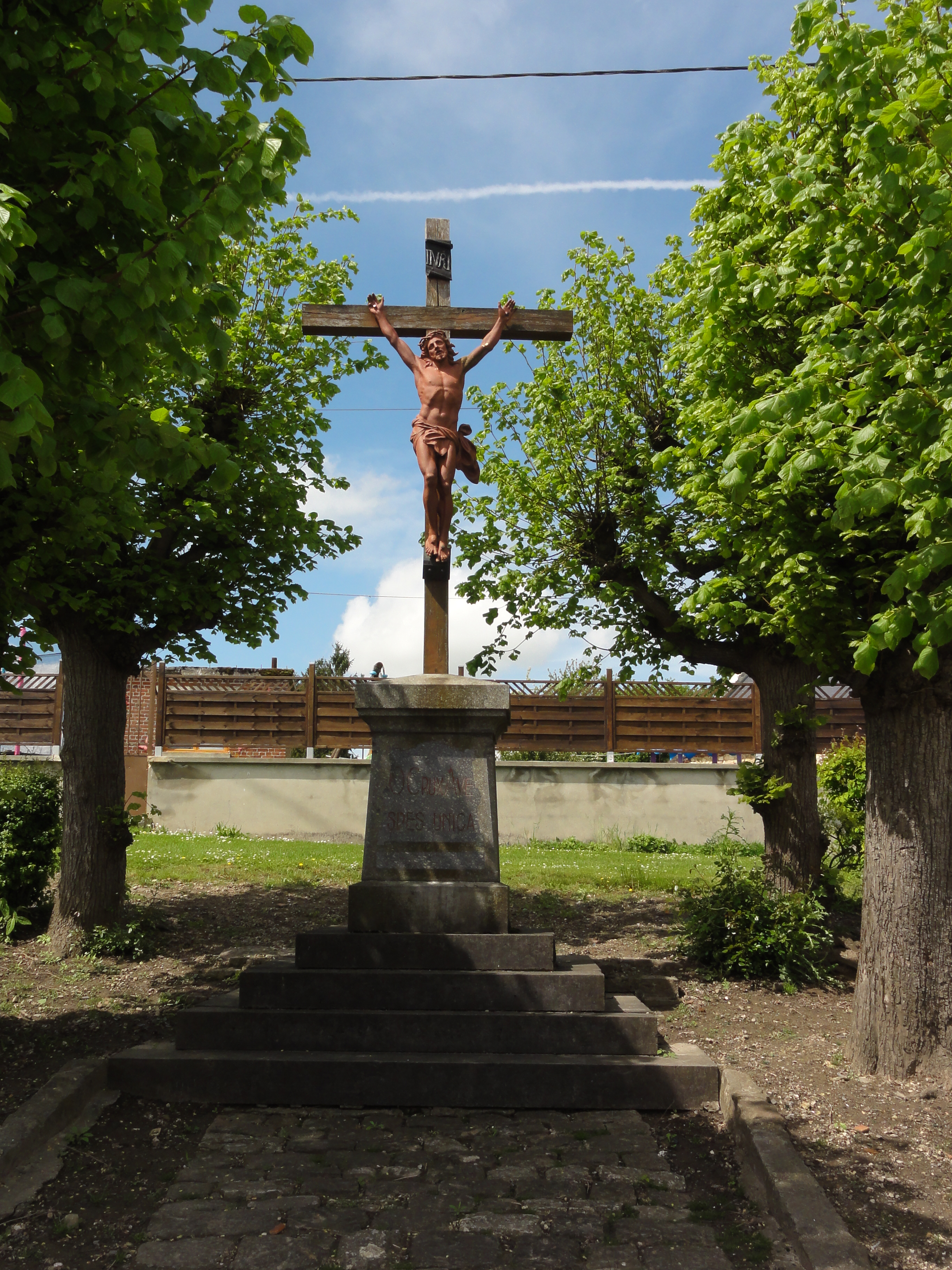
Le calvaire.
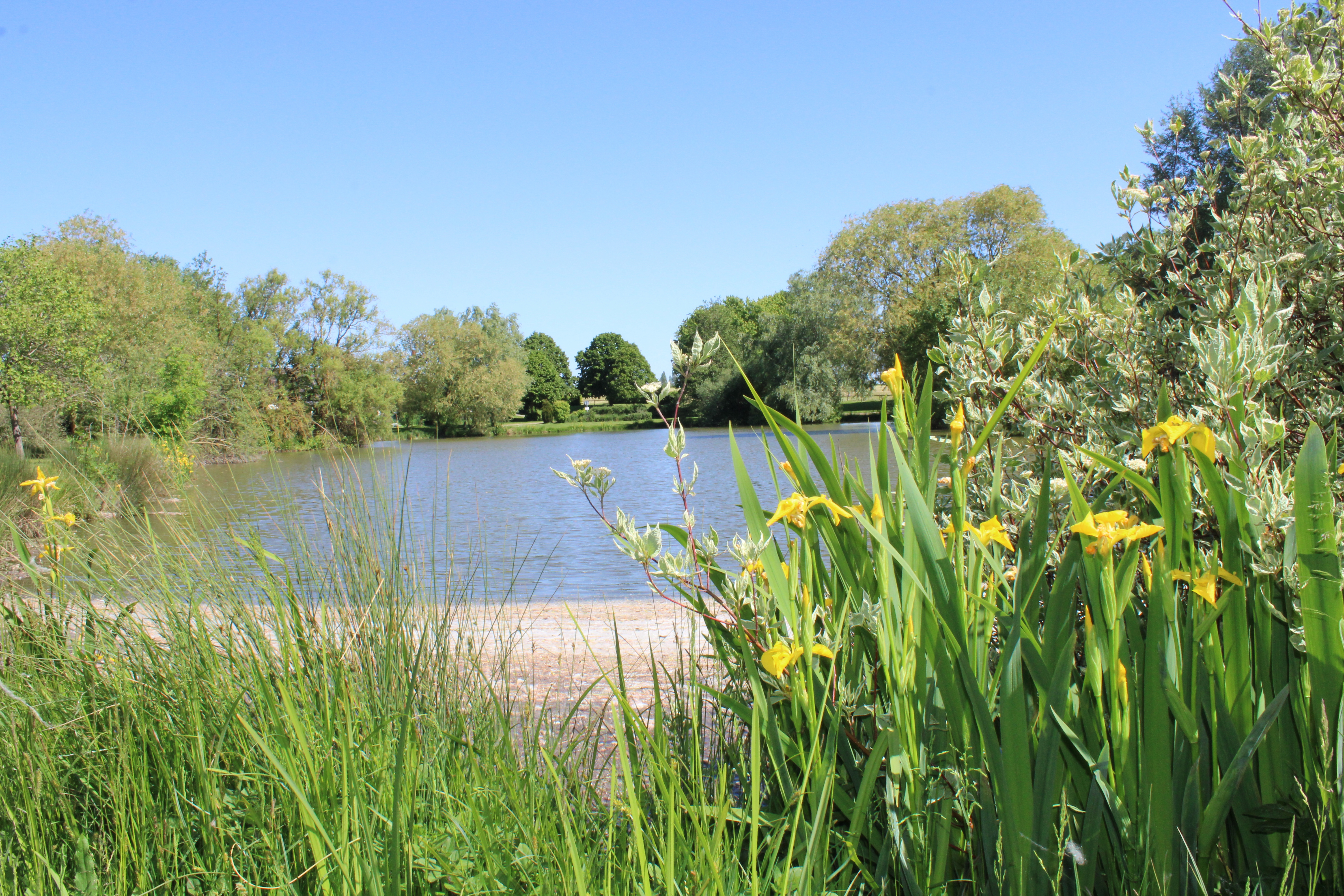
Vue de l'étang.

### Pouilly-sur-Serre dans les arts
En juillet 2010, la commune a accueilli le tournage du premier court-métrage amateur réalisé par Aurélie Bévière, une enfant du pays et produit par l'Association Matoutou.
Intitulé "Le Crépuscule des Pouilleux Mutants", il est visible en ligne et a été diffusé le 22 avril 2010 sur la chaîne TéléMonsBorinage en Belgique puis diffusé et primé lors de l'Écran Libre 2011/2012 au centre culturel de Dour.

### Personnalités liées à la commune
- Saint Remi, évêque de Reims (naissance vers 437).
- Clovis, roi des Francs de 481 à 511.
- René Blondelle, (1907-1971), agriculteur et syndicaliste français, président de la FNSEA de 1949 à 1954 y est né.